# جون باتلز
جون باتلز (بالإنجليزية: John Battles)‏ هو مغني أمريكي، ولد في 10 أغسطس 1921 في نيويورك في الولايات المتحدة، وتوفي في 22 سبتمبر 2009 في فريدريكسبورغ في الولايات المتحدة.

## وصلات خارجية
- جون باتلز على موقع قاعدة بيانات برودواي على الإنترنت (الإنجليزية)